# Al-Naqirah
Al-Naqirah (tiếng Ả Rập: النقيرة, cũng đánh vần al-Nuqayrah) là một ngôi làng ở miền trung Syria, một phần hành chính của Tỉnh Homs, nằm ở phía nam Homs. Các địa phương gần đó bao gồm Kafr Aya ở phía đông bắc, Maskanah ở phía tây, Abil ở phía nam, Qattinah ở phía tây và Tell al-Shur ở phía tây.
Theo Cục Thống kê Trung ương Syria (CBS), al-Naqirah có dân số 2.025 trong cuộc điều tra dân số năm 2004. Cư dân của nó chủ yếu là người Hồi giáo Sunni.